# Червянка (Тюменская область)
Червянка — деревня в Омутинском районе Тюменской области России. Входит в состав Южно-Плетневского сельского поселения.

## История
До 1917 года входила в состав Омутинской волости Ялуторовского уезда Тобольской губернии. По данным на 1926 год состояла из 283 хозяйств. В административном отношении являлась центром Червянского сельсовета Новозаимского района Тюменского округа Уральской области.

## Население
| 2010 |
| ---- |
| 148  |

По данным переписи 1926 года в деревне проживало 1630 человек (778 мужчин и 852 женщины), в том числе: русские составляли 99 % населения.
Согласно результатам переписи 2002 года, в национальной структуре населения русские составляли 84 % из 179 чел.